# Warburgia salutaris
Warburgia salutaris är en tvåhjärtbladig växtart som först beskrevs av Bertol. f., och fick sitt nu gällande namn av Emilio Chiovenda. Warburgia salutaris ingår i släktet Warburgia och familjen Canellaceae. Inga underarter finns listade.